# Quicksilver Express
Quicksilver Express in Gilroy Gardens Family Theme Park (Gilroy, Kalifornien, USA) ist eine Stahlachterbahn des Herstellers D. H. Morgan Manufacturing, die am 15. Juni 2001 eröffnet wurde.
Die 652 m lange, an das Gelände angepasste Strecke erreicht eine Höhe von 11,6 m und verfügt über zwei Lifthills von 8,1 und 11,6 Meter Höhe, sowie über zwei Tunnel.

## Züge
Quicksilver Express besitzt Züge mit jeweils fünf Wagen. In jedem Wagen können sechs Personen (drei Reihen à zwei Personen) Platz nehmen.